# 群馬県立敷島公園野球場
群馬県立敷島公園野球場（ぐんまけんりつしきしまこうえんやきゅうじょう）は、群馬県前橋市の県立敷島公園内にある野球場。施設は群馬県が所有し、敷島パークマネジメントJV（共同企業体）が指定管理者として運営管理を行っている。
施設命名権により、愛称を「上毛新聞敷島球場」（じょうもうしんぶんしきしまきゅうじょう）としている（詳細は後述）。新聞報道などにおいて前橋敷島球場と呼称される場合がある。

## 歴史
敷島公園は1922年（大正11年）より前橋市が管理運営する郊外公園で、野球場は1932年（昭和7年）に開場。以後、運動公園としての整備も併せて進められ、1950年（昭和25年）から市から県に移管し、本格的な都市公園として再整備が進められた。公園内には野球場の他に、陸上競技場やサッカー・ラグビー場、テニスコート、水泳場などがあり、県内のスポーツのメッカとして知られる。
野球場は1963年（昭和38年）、1986年（昭和61年）、1989年（平成元年）、2010年（平成22年）に大規模改修を実施しており、1986年（昭和61年）の改修事業では外野スタンドをコンクリート張りに改装した。当時、地方球場の外野スタンドは芝生張りのスタンドが多く、コンクリート舗装のスタンドは異例とも言われた。1989年（平成元年）の改修事業では内野スタンドの拡張などが行われた。だが近年は、フィールドの両翼が91.5mしかなくプロ野球・アマチュアとも公認規格を充足しないことや、照明設備の照度がバッテリー間で最大1500Lxしかなくやや暗いことなど、場内設備の老朽化が指摘されていた。
こうしたことから、群馬県は2009年（平成21年）度、敷島球場の大規模改修の実施を決定。2010年（平成22年）2月18日に着工式・安全祈願祭を執り行い、同年7月上旬に竣工、7月8日にリニューアルオープニングセレモニーを開催した。この2010年（平成22年）の改修では、外野スタンドを一旦撤去して全体的に後方へセットバックし、フィールドをプロ野球開催規格を充足する両翼99.1mに拡張。照明設備も増強され、最大照度はバッテリー間2000Lxとなった。FRP製ベンチ席のみだった内野スタンドの座席は個別席に入れ替え、またコンクリート舗装のみだった外野スタンドにもFRP製のベンチ席を設置した。加えて一・三塁側のファウルエリアに設けられていた屋外ブルペンを撤去して「フィールドシート」を追加設置した。また、フェンスの色も緑から紺に塗り替えられた。
敷島球場では主に高校野球などアマチュア公式戦が開催されている。プロ野球公式戦の開催は不定期で、埼玉西武ライオンズが2 - 3年おきに年1試合の主催公式戦を開催している。2008年（平成20年）からはベースボール・チャレンジ・リーグの群馬ダイヤモンドペガサスが主催試合を開催しており、群馬が出場した2009年（平成21年）のグランドチャンピオンシップでも1試合が実施された。しかし、2014年（平成26年）に高崎市城南野球場が本拠地と定められてからは試合数が減少し、2015年（平成27年）は2試合となっている。
また、2010年（平成22年）代からはプロ野球公式戦の地方試合も開催されており（主に読売ジャイアンツ主催試合）、2011年（平成23年）5月10日には、セ・リーグ公式戦として読売ジャイアンツ対横浜ベイスターズ戦がナイターで開催された。巨人主催での同球場開催は1955年（昭和30年）8月4日の対大洋戦以来、56年ぶり。試合は8対1で横浜が勝利。また、セ・リーグの開催試合は1989年（平成元年）6月17日の広島東洋カープ対ヤクルトスワローズ戦以来、22年ぶり。
2012年（平成24年）8月には埼玉西武ライオンズ対オリックス・バファローズ戦が開催された。また埼玉西武は通常のベルーナドームや大宮での主管試合とは異なり、1塁側ダッグアウトを使用する。
2013年（平成25年）6月21日、セ・リーグ公式戦読売ジャイアンツ対中日ドラゴンズ第7回戦が18時開始のナイターで開催された。試合は4番打者の阿部慎之助が連続本塁打を放つなどして4対1で巨人が前橋での59年ぶりの勝利を収めた。
2014年（平成26年）も読売ジャイアンツ対広島東洋カープ戦が9月3日に開催され、4対2で巨人が勝利している。この開催に合わせ、スコアボードの更新と多目的トイレの改修が行われた。
2016年（平成28年）6月24日(金)、埼玉西武ライオンズ対千葉ロッテマリーンズ戦が18:00開始のナイターで開催された。埼玉西武が前橋で開催する主管試合は2012年以来、4年ぶり。
2017年（平成29年）は5月23日に埼玉西武ライオンズ対北海道日本ハムファイターズ戦、9月6日に読売ジャイアンツ対中日ドラゴンズ戦がそれぞれ開催された。
2018年（平成30年）は4月25日に読売ジャイアンツ対中日ドラゴンズ戦が開催、20対4で巨人が勝利した。また8月28日に埼玉西武ライオンズ対東北楽天ゴールデンイーグルス戦が開催された。
2019年（令和元年）は5月8日に埼玉西武ライオンズ対千葉ロッテマリーンズ戦、9月4日に読売ジャイアンツ対中日ドラゴンズ戦がそれぞれ開催され、中日が8対4で勝利。
2021年（令和3年）は7月6日に読売ジャイアンツ対中日ドラゴンズ戦が開催され3対2で中日が前橋開催で連続勝利。
2024年（令和6年）は8月20日に埼玉西武ライオンズ対オリックス・バファローズ戦が開催され1対0で西武が勝利。

## 命名権
群馬県は2008年（平成20年）10月20日、敷島公園野球場と群馬県民会館の愛称を対象として施設命名権を売却すると発表した。希望売却額は野球場が年間700万円、県民会館が年間1000万円、希望契約期間はいずれも5年間とし、同年10月21日から12月19日までの2か月間、売却先の募集を行った。
その結果、敷島球場の命名権取得を申し込んだのは上毛新聞社1社のみで、同社が提示した希望額は年間500万円の2年間契約であった。2009年（平成21年）1月15日、弁護士ら7人から成る県の選定委員会は全会一致で同社を売却先に決定し、これを受けて県は同年4月1日から施設の愛称を「上毛新聞敷島球場」とすることを発表した。
ただし、同球場での定期開催を行っている読売ジャイアンツ戦は、競合他社の読売新聞社が主催となる関係上、正式名称の「群馬県立敷島公園野球場」の表記を用いている。なお、朝日新聞社主催で行われている全国高校野球選手権群馬大会については、愛称通り「上毛新聞敷島球場」の表記を用いている。

## 注意点
敷島球場の最寄り駅は群馬総社駅となっているが、約4キロ（前橋駅は6キロ）離れている（共に徒歩1時間前後かかる）。したがってバスかタクシーで行くことが基本となるが、安いバスで行く場合最寄りの関越交通の「競技場入口」バス停は2時間に1 - 2本程度の運行であるため、場合によってはバスに乗るまでの待ち時間が長くなったり満員で乗れなくなる可能性がある。そのためやむなく料金が高いタクシーを呼ぶか、約1.5km離れた国道17号沿いの1時間約3便の下小出バス停まで歩くなどの対応が必要となる。
具体例として群馬ダイヤモンドペガサスがナイター試合を行う場合、競技場入口バス停に止まる最終バスの前橋駅行きバスの最終便が到着する時間が非常に早い（最終バスは平日19時48分。土日祝は18時22分）。また、プロ野球が開催される場合は、Jリーグザスパクサツ群馬同様にシャトルバスが運行される。
前橋市には他に前橋市民球場もあり、プロ野球が同市内で試合を開催する場合はこの敷島球場が使用されるので、来訪の際には注意が必要。また、高校野球や群馬ダイヤモンドペガサスは両方の球場を使用するため、どちらの球場で開催されるかを事前に確認する必要がある。

## 施設概要
- 両翼：99.1m、中堅：122m
- 内野：クレー、外野：天然芝
- スコアボード：大型映像表示装置（三菱電機製オーロラビジョン）2014年3月20日納入[6]
  - ビジョンのサイズ：729インチ（5.76m×17.6m）
  - 制御絵素ピッチ：8mm
  - カウント表示：BSO順
- 照明設備：照明塔6基
  - 最大照度：投捕間2000Lx
- 収容人数：20,934人
  - 内野：13,206人（フィールドシート含む）外野：7,728人　※内外野とも立席含む

2010年（平成22年）改修前の施設概要
- 両翼：91.5m、中堅：122m
- スコアボード：磁気反転式
  - カウント表示：SBO順
- 照明設備：照明塔6基
  - 最大照度：投捕間1500Lx

## 交通
- JR前橋駅より関越交通バスで約15分
- 関越自動車道 前橋ICより約10分